# Convento de los Ángeles (Málaga)
El convento de los Ángeles o de nuestra Señora de los Ángeles y actualmente conocido como Asilo de los Ángeles, es un edificio religioso situado en el distrito de Bailen-Miraflores, en la falda del Monte Coronado, en la ciudad de Málaga, España. 
Se trata de una antigua hacienda convertida en monasterio franciscano hacia 1585 y que más adelante, debido a su ubicación etramuros, se le dio un uso sanitario hasta que en 1893 fue aisgnado como asilo. El edificio da nombre al actual barrio de Miraflores de los Ángeles.
Mantiene aún el claustro y la iglesia, así como parte de la decoración pictórica, algunas esculturas y otras obras iconográficas. El claustro, construido en 1601, es de planta cuadrada y dos alturas y constituye el núcleo del conjunto. La iglesia se sitúa en uno de los costados del lcaustro y es de una sola nave.
Preside su Capilla dieciochesca la Imagen de la Virgen de los Ángeles, cuya primera referencia documental data de 1516. Interesante Imagen de talla completa con el Niño en sus brazos, de claras referencias manieristas. Durante el siglo XVIII se enriqueció su estofado y decoración y adquirió su fisonomía actual, la cual fue recuperada por el restaurador D. Enrique Salvo Rabasco tras una desafortunada intervención de los talleres gerundenses de Olot en el segundo tercio del pasado siglo.
Corona la vapilla una magnífica cúpula decorada con pinturas murales representando a Ángeles músicos rematada por la Paloma del Espíritu Santo. En las pechinas Papas franciscanos hasta el momento de su decoración (siglo XVIII).
El retablo de aires dieciochescos también, muestra en su Camarín a la referida Virgen de los Ángeles. Cuenta con programa pictórico representando "El Abrazo de Cristo a San Francisco", "San Buenaventura", "Santa Clara", "Ecce Homo" y "Virgen con el Niño".
En la nave de la Iglesia se veneran a Nuestra Señora de la Caridad en su Soledad, Imagen mariana de candelero fechable en siglo XIX al pie de la Cruz con Sudario. En una vitrina el devotísimo Ecce Homo del Socorro.
Asimismo se venera en esta Capilla a María Santísima de la Esperanza y Refugio de los Ancianos, Imagen mariana de la Asociación cofrade del mismo nombre.